# Marcel Kušar
Marcel Kušar (Rab, 16. siječnja 1858. – Rab, 5. prosinca 1940.), poznati hrvatski filolog i jezikoslovac.
Napisao je nekoliko knjiga te mnoštvo članaka i rasprava iz područja povijesti, dijalektologije i pravopisne normativistike hrvatskoga jezika, a proučavao je i jezik starih hrvatskih pisaca, osobito Marulićev. Bio je uvaženi jezični stručnjak u svome vremenu, kao takav i dopisni član JAZU. Dosta vremena krajem 19. stoljeća proveo je kao profesor hrvatskoga jezika u Dubrovačkoj gimnaziji. Bio je oduševljeni pravaš, vrstan polemičar i osporavatelj pogleda i mišljenja dubrovačkih Srba katolika o jeziku i književnosti starih Dubrovčana. S njima je polemizirao u Crvenoj Hrvatskoj, žustro braneći hrvatstvo Dubrovnika u onom dijelu koji je izvirao iz jezične i književne prirode. Sve te polemike sabrao je u brošuri Dubrovčani, jesu li Hrvati?, koja je 1892. godine objavljena u Dubrovniku. Proučavao je razna hrvatska narječja i govore (lastovski, rapski, lumbardski), a u svojem djelu Nauka o pravopisu jezika hrvackoga ili srpskoga… iz 1889. izričito je zastupao fonetska načela. U knjizi Narodno blago 1934. je objavio folklorni rječnik i frazeologiju.

## Vanjske poveznice
- Marcel Kušar: Povijest razvitka našega jezika hrvackoga ili srpskoga
- Marcel Kušar: Dubrovčani, jesu li Hrvati? (izbor)  Arhivirana inačica izvorne stranice od 16. svibnja 2021. (Wayback Machine)